# Heorhij Sałdadze
Heorhij Sałdadze (ukr. Георгій Тенгизович Салдадзе; ur. 21 marca 1973) – ukraiński zapaśnik w stylu klasycznym. Dwukrotny olimpijczyk. Siódmy w Atlancie 1996 i szósty w Sydney 2000. Startował w kategorii 52–54 kg.
Brązowy medalista mistrzostw świata w 1994 i 1995. Piąty w 1998 i 1999. Zdobył trzy medale na Mistrzostwach Europy, srebrny w 1995 i 1998. Pierwszy w Pucharze Świata w 1994. Trzeci na igrzyskach wojskowych w 1995 roku.
Jego brat Dawyd Sałdadze był srebrnym medalistą Igrzysk w Sydney 2000 w zapasach.